# Rupture (film)
Pour les articles homonymes, voir Rupture.
Rupture est un court-métrage de Pierre Étaix réalisé en 1961.

## Synopsis
Un homme reçoit une lettre de rupture de sa bien-aimée qui lui renvoie sa photo déchirée. L'amoureux blessé décide de répondre à cette missive. Stylo à encre, porte-plume, table de travail, timbres-poste, papier et encrier deviennent diaboliquement récalcitrants.

## Fiche technique
- Réalisation : Pierre Étaix
- Scénario : Pierre Étaix et Jean-Claude Carrière
- Photographie : Pierre Levent
- Cameraman : Jean-Jacques Flori
- Musique : Jean Paillaud
- Montage : Leonide Azar, assisté de Madeleine Bibolet
- Son : Jean Nény
- Producteur : Paul Claudon
- Production : C.A.P.A.C.
- Durée : 11 min
- Année : 1961
- Sortie en France : décembre 1961 (Journées Internationales du Film de Court Métrage de Tours)
- Pays :  France

## Distribution
- Pierre Étaix : l'homme qui reçoit une lettre de rupture
- Anne-Marie Royer
- Anny Nelsen